# Kostel svatého Prokopa (Nýřany)
Kostel svatého Prokopa v Nýřanech je farní kostel vystavěný v letech 1903–1904 podle návrhu pražského architekta Rudolfa Vomáčky a 7. listopadu 1904 vysvěcen pražským arcibiskupem Lvem Skrbenským.
Zařízení kostela je jednoduché, v novogotickém stylu. Hlavní oltář se sochou patrona kostela je z pískovce, vedlejší oltáře jsou dřevěné, zasvěcené Panně Marii Lurdské a sv. Josefovi. Jednomanuálové varhany postavil na začátku 20. století varhanář Eger.